# اسنورت
اسنورت (به انگلیسی: snort) یک سامانه کشف نفوذ است که تحت اجازه‌نامه جی‌پی‌ال عرضه می‌شود و اولین بار در سال ۱۹۹۸ توسط مارتین روش (Martin Roesch) نوشته شد. اسنورت در حال حاضر توسط Sourcefire توسعه می‌یابد. این برنامه در سال ۲۰۰۹ به عنوان یکی از بهترین نرم‌افزارهای آزاد تمامی دورانها انتخاب شد.

## نحوه عملکرد
این سیستم به‌طور کلی می‌تواند در ۳ حالت کار کند.
حالت اول Sniffer Mode | حالت شنود کننده(بویشگر)
این است که سیستم به تمام بسته‌های عبوری از شبکه را شنود کرده و آنها را نمایش می‌دهد.
حالت دوم Packet Logger Mode | حالت لاگ گیر
سیستم به بسته‌های عبوری را شنود کرده و آنها را بر روی حافظه ذخیره می‌کند.
حالت سوم Network Intrusion Detection System Mode | حالت سامانه تشخیص نفوذ
که پیشرفته تر از حالت‌های قبلی می‌باشد تشخیص نفوذ است. در این حالت سیستم ترافیک عبوری را تحلیل کرده و با توجه به قوانینی که کاربر برای آن تعریف کرده است خطرات احتمالی را تشخیص می‌دهد و به کاربر اطلاع می دهد.